# Lisa Shoman
Lisa M. Shoman (née en 1964, Belize), est une femme politique bélizienne. Elle est ministre des Affaires étrangères du Belize du 5 juin 2007 au 12 février 2008.

## Biographie
Lisa Shoman fait ses études à l'université des Indes occidentales.
Elle est représentante de son pays auprès du Conseil permanent de l'Organisation des États américains du 24 août 2000 au 5 juin 2007.
En juillet 2020, elle est nommée juge de la Cour suprême pour un an.
Elle parle couramment l'anglais et l'espagnol.